# Benoitia
Benoitia là một chi nhện trong họ Agelenidae.